# Cầu Ông Thìn

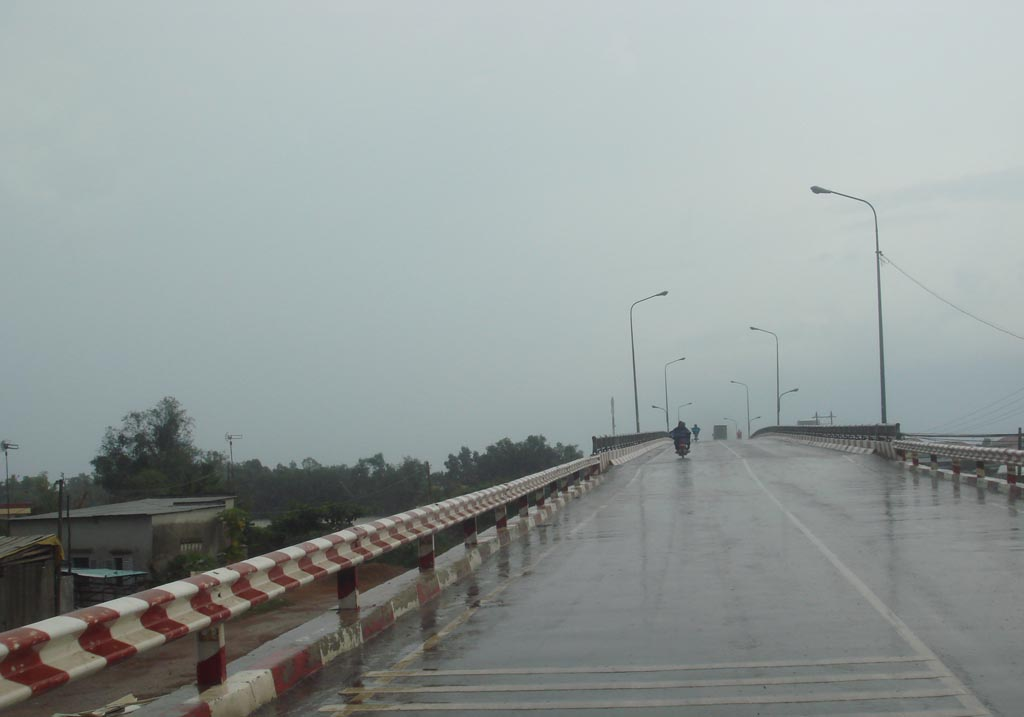
Cầu Ông Thìn

Cầu Ông Thìn nằm trên trục đường Quốc lộ 50, bắt qua sông Cần Giuộc thuộc địa phận xã Đa Phước, huyện Bình Chánh, Thành phố Hồ Chí Minh. Được khởi công xây dựng vào tháng 11 năm 1999 nhưng mãi đến tháng 6 năm 2001 mới hoàn thành.
Đây là công trình do Tổng công ty Công trình giao thông 5, thuộc Bộ Giao thông vận tải làm chủ đầu tư theo hình thức BOT, với tổng mức đầu tư gần 30 tỷ đồng. Cầu có 7 nhịp, có chiều dài hơn 237 mét, rộng 9,5 mét, trọng tải H30 tấn, 2 đường dẫn lên cầu dài 437 mét. 

## Thu phí
Theo dự kiến sẽ thu phí giao thông từ tháng 9 năm 2001 và dự kiến kết thúc vào năm 2013. Mức thu phí là 4.000 đồng/lượt đối với xe lam, xe máy kéo, xe bông sen; từ 7.000 - 30.000 đồng/lượt đối với xe ô tô các loại, không thu phí giao thông đối với xe gắn máy, xe đưa rước học sinh - sinh viên đi học, xe buýt, xe của Thường trực Thành ủy, Thường trực Hội đồng nhân dân và Ủy ban nhân dân Thành phố theo đề nghị của Ủy ban nhân dân Thành phố Hồ Chí Minh.
Tuy nhiên Cầu đã được Bộ GTVT mua lại với số tiền 31,2 tỷ đồng, chính vì vậy từ ngày 1 tháng 1 năm 2006 đã chấm dứt việc thu phí.